# Света Троица (Нивичани)
Вижте пояснителната страница за други значения на Света Троица.
„Света Троица“ или „Свети Дух“ (на македонска литературна норма: „Света Троица“) е възрожденска православна църква в кочанското село Нивичани, източната част на Северна Македония. Част е от Брегалнишката епархия на Македонската православна църква – Охридска архиепископия. Църквата е изградена в 1864 година при свещеник Василий. В 1874 година икони за църквата рисува Захарий Доспевски от Самоковската школа, а в 1889 година - видният дебърски майстор Димитър Папрадишки.